# Marco Colombo (fotografo)
Marco Colombo (Busto Arsizio, 12 gennaio 1988) è un naturalista e fotografo italiano.

## Biografia

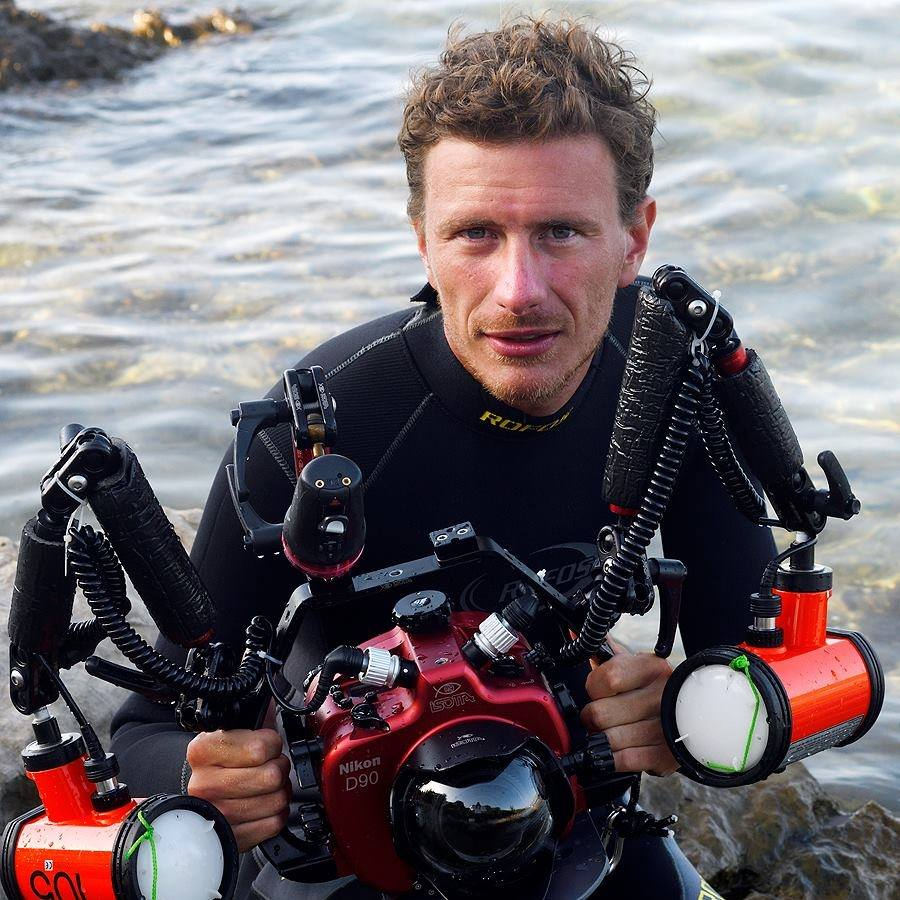
Naturalista, fotografo e divulgatore scientifico

All'età di 11 anni coniuga la passione per animali e natura con quella per la fotografia.
Laureato in Scienze Naturali all'Università degli Studi di Milano con una tesi triennale sulla vipera comune (Vipera aspis) ed una tesi specialistica sulla lucertola muraiola (Podarcis muralis), è istruttore di immersione subacquea CMAS e Guida Ambientale Escursionistica (AIGAE).
Sue foto, articoli scientifici e divulgativi sono stati pubblicati su diverse riviste del settore, tra le quali National Geographic (Italia), BBC Wildlife, Nat’Images, Unterwasser, Naturfoto, EZDIVE ed Ocean Geographic; è collaboratore di Focus Wild.
Relatore in centinaia di conferenze e proiezioni, TED inclusi, ha curato numerose mostre scientifiche sulla natura italiana; le sue foto sono state proiettate anche sulla facciata di grandi monumenti come la Mole Antonelliana di Torino, ed è docente in corsi e workshop di fotografia e biologia nonché al Master in "Comunicazione della Fauna" dell'Università dell'Insubria di Varese. 
In TV è consulente scientifico della trasmissione GEO su Rai3 di cui è regolarmente ospite.
Tra le sue scoperte scientifiche oltre a diverse segnalazioni biogeografiche si ricorda una nuova specie di ragno individuata nel 2007 in Sardegna (il ragno nuragico Amblyocarenum nuragicum), descritta poi nel 2014; la simbiosi in Mediterraneo tra la bavosa Parablennius rouxi e la murena Muraena helena (2019); la necrofilia nel tasso Meles meles (2020), la fluorescenza verde nel ragno saltatore Icius hamatus (2020) e quella blu in alcune specie di geco italiane (2022).

## Riconoscimenti
Le sue foto hanno ricevuto riconoscimenti nei principali concorsi di fotografia naturalistica, ed è stato anche giudice in diversi eventi di questo genere.
Tra i principali premi si ricordano Asferico, GDT European Wildlife Photographer of the Year, Festival Mondial de l'Image Sous-Marine e soprattutto Wildlife Photographer of the Year (3 volte vincitore di categoria), il concorso di fotografia naturalistica più prestigioso del mondo.

## Libri
- Paludi e squame: rettili e anfibi d’Italia. Punto Marte editore, 2014, 112 pp. (con M.Di Nicola) [50][51][52]
- I tesori del fiume. Pubblinova Negri Editore, 2016, 144 pp.[53][54][55][56]
- Paesaggi bestiali. Pubblinova Negri Editore, 2019, 104 pp.[57][58][59][60]
- Il bosco delle maschere - la vita segreta del tasso. Pubblinova Negri Editore, 2021, 128 pp.[61]
- Viaggio nel mondo degli animali incredibili. Mondolibri, 2022, 96 pp. (con C.Borelli)
- Viaggio nell’Italia selvaggia – Guida alle più belle esperienze naturalistiche. Ricca Editore, 2023, 256 pp. (con F.Tomasinelli)
- Out of the blue - la foca monaca nel Mediterraneo. Quercuslibri Edizioni, 2023, 166 pp. (con B.D'Amicis e U.Mellone)
- Miriade: la microscopica moltitudine. Pubblinova Negri Editore, 2023, 144 pp.
- Tentacoli: piccolo catalogo di polpi, seppie e calamari. Nomos Edizioni, 2023, 128 pp. (con F.Tomasinelli, illustrazioni G.De Amicis)
- Chele: piccolo catalogo di granchi, gamberi e paguri. Nomos Edizioni, 2023, 128 pp. (con F.Tomasinelli, illustrazioni G.De Amicis)

## Pubblicazioni principali
Ha pubblicato su diverse riviste nazionali e internazionali di ricerca e divulgazione scientifica, tra le altre si ricordano:
- M. Colombo, B. Manunza, 2009, First record of Cyrtarachne ixoides (Simon, 1870) (Araneae: Araneidae) from Sardinia, Revista Ibérica de Aracnologìa, 17: 67-70.[62]
- M. Colombo, B. Manunza, 2013, Malacophagy in Cteniza sauvagesi (Rossi, 1788) (Araneae: Ctenizidae). Revista Ibérica de Aracnologia, 22: 99-101.[63]
- M. Colombo, 2013, Chalcides ocellatus (Ocellated Skink), spider predation. Herpetological Review, 44(2): 320-321.[64]
- M. Colombo, J. Langerneck, 2013, The importance of underwater photography in detecting cryptobenthic species: new in situ records of some gobies (Teleostei: Gobiidae) from Italian Seas with ecological notes. Acta Adriatica, 54(1): 101-110.[65]
- A. Decae, M. Colombo, B. Manunza, 2014, Species diversity in the supposedly monotypic genus Amblyocarenum Simon, 1892, with the description of a new species from Sardinia (Araneae, Mygalomorphae, Cyrtaucheniidae). Arachnology, 16(6): 228-240.[66]
- R. Bosmans, M. Colombo, 2015, New spiders species from Sardinia (Araneae) with ecological notes on Lipocrea epeirodes (O.Pickard-Cambridge, 1872) (Araneae: Araneidae). Arachnology, 16(9): 319-332.[67]

- M. Colombo, M. Di Nicola, 2017, Down in the funnel: reconfirming Stegodyphus lineatus (Latreille, 1817) (Araneae: Eresidae) presence in Sicily, with lizard-interaction and ecological notes. Revista Ibérica de Aracnologìa, 30: 117-120.[68]
- F. Tiralongo, F. Russo, M. Colombo, 2019. From scuba diving to social networks: A curious association between two small fish species, Lepadogaster candolii Risso, 1810 and Parablennius rouxi (Cocco, 1833), and Muraena helena (Linnaeus, 1758) coming from citizen science. Regional Studies in Marine Science, 29: 1-4.[69]
- J. A. Zaragoza, R. Latini, A. Monaco, M. Colombo, 2019, First record of phoresy on the genus Rosalia (Coleoptera: Cerambycidae) by a pseudoscorpion (Arachnida: Pseudoscorpiones). Revista Ibérica de Aracnologia, 34: 141-142.[70]
- M. Colombo, E. Mori, 2019, The "corpse bride" strikes again: first report of the Davian behaviour in the Eurasian badger. Mammalia, [71][72]
- M. Colombo, 2020, Jewels in the dark: fluorescence of Icius hamatus (C. L. Koch, 1846) (Araneae: Salticidae) under UV blacklight at night. Revista Ibérica de Aracnologia, 36: 137-140.[73]
- B. Manunza, M. Colombo, 2022, First record of ultraviolet fluorescence in the geckos Hemidactylus turcicus and Tarentola mauritanica. Herpetological Bullettin, 160: 39-40.[27]